# Flaga Południowego Kasai
Flaga Południowego Kasai – flaga państwa istniejącego w latach 1960–1961 w środkowej Afryce.

## Wygląd
Flaga Południowego Kasai składa się z dwóch poziomych pasów takiej samej długości i szerokości. Górny pas jest czerwony, a dolny zielony. Na fladze znajduje się także odwrócona krokiew koloru żółtego.